# Pará osztály
A Pará osztály a Brazil Haditengerészet erőihez tartoztak a 20. század első felében. Összesen tíz romboló tartozott az osztályhoz, melyeket az első világháború előtt brazil megrendelésre építettek az Egyesült Királyságban.

## Építésük
A hajókat a brazil kormány rendelte meg a haditengerészet számára az 1900-as évek közepén az Egyesült Királyságtól. A megrendelés alapján a rombolókat a glasgowi Yarrow-hajógyárban el is kezdték építeni. A brazil tengerészet összesen tíz rombolót rendelt meg, az első építését 1906-ban kezdték el. Az első két hadihajót, az Amazonast és a Parát 1908 közepén és végén bocsátották vízre, majd körülbelül egy év múlva állhattak szolgálatba.

## Az osztály hajói
- Amazonas (CT-1): Az Amazonas vagy a száma szerint CT-1-es az osztály első két hajójának az egyike volt. A szolgálatba állítása utáni első parancsnoka Caio Pinheiro de Vasconcellos volt. Rio de Janeiro kikötőjében állomásozott több más hadihajóval egyetemben. 1913. április 5-23. között kisebb javításokat hajtottak rajta végre. 1913 szeptemberében egy nagyobb szabású hadgyakorlaton vett részt. Az első világháborúban nem látott el harctéri feladatokat. 1923-ban szétbontották.[1]
- Pará (CT-2): A hajó volt az osztály első elkészült rombolója. 1908 júliusában bocsátották vízre és a rákövetkező év decemberében állították hivatalosan is szolgálatba. Az első parancsnoka Felinto Perry parancsnok lett. 1909 májusának elején több főméltóság is látogatást tett a hajón. A szolgálatba állása után Rio de Janeiróban állomásozott. 1913 szeptemberében több brazil hadihajóval nagy szabású hadgyakorlaton vett részt. Az első világháború harcaiban nem vállal részt, később kivonják az aktív szolgálatból.[2]
- Piauhy (CT-3): A Piauhy romboló építését 1908-ban kezdték meg, s munka igen jól haladt, hiszen már június 11-én vízre bocsátották. A kisebb-nagyobb munkálatok befejeződése után a hajót útnak indították Brazília felé és átvette az ország haditengerészete. A hajó megérkezésekor nagy ünnepséget rendeztek, majd szolgálatba állítását követően első parancsnoka Pedro Max Fernando Frontin lett. Részt vett az 1913-as nagy hadgyakorlaton, amelyen a brazilok letesztelték újonnan épített hadihajóikat. A DNOG kötelékének részeként részt vett az első világháborúban. A második világháború során a romboló feladata Rio de Janeiro kikötőjének védelme volt, amelyet 1942-44 között végzett. Pályafutásának elavulása vetett véget, emiatt 1944-ben kivették a flottajegyzékből és szétbontották.[3]
- Rio Grande do Norte (CT-4): Az osztály negyedik hajója. A romboló építését 1908-ban kezdték meg, s a jó munka által már az év június 11-én vízre tudták bocsátani. Valószínűsíthető, hogy a többi Pará-osztályú rombolóval egy időben (1909 decemberében) kezdte működését. A hajó első parancsnoka Eugênio Elói de Andrade Câmara volt. Részt vett a DNOG kötelékének részeként az első világháborúban. Valószínűleg az 1940-es években lebontották.[4]
- Parahyba (CT-5): A hajót a Rio Grande de Norte romolóval egy időben építették és ugyanazon a napon fejezték e őket. A Brazíliába a való megérkezés után hadrendbe állították és Rio de Janeiro kikötőjében horgonyzott. Több más brazil hadihajóval együtt részt vett az az első világháborúban. A hajó háború utáni sorsáról nincs forrás.[5]
- Alagoas (CT-6): A hajót 1909-ben építették. Befejezése után Brazíliába hajózott és 1910-ben jegyezték be a flottajegyzékbe. A hajó a Rio de Janeiro kikötőjében horgonyzott, többször járőrözött és több hadgyakorlaton is részt vett. 1922 tavaszán a Guanabara-öbölben állomásozott. A hajó az 1939-ig szolgál a haditengerészetben.[6]
- Sergipe (CT-7): A CT-7-test 1910-ben építették, nevét (az első ilyen nevű hajó a flottában) Sergipe államról kapta. Hadrendbe állítása után az első parancsnoka Heráclito da Graça Aranha korvettkapitány lett. Általában az akkori főváros, Rio de Janeiro kikötőjében állomásozott. 1913-ban részt vett egy nagyobb hadgyakorlaton. Az első világháború harcaiban nem vállal részt. A második világháború idején az állomáshelyén lát el védelmi feladatokat. A háború vége előtt kivonják a flotta állományából.[7]
- Paraná (CT-8) A Hajót társaihoz hasonlóan Angliában építették. 1913 szeptemberében több más hajóval (közük testvérhajójával együtt) rész vesz egy nagyobb szabású hadgyakorlaton. Csatában sosem vett részt. 1933-ban törlik a flotta állományából.[8]
- Santa Catarina (CT-9): A hajót a brazil kormány megrendelésére 1908-ban kezdte el építeni. 1909. október 27-én bocsátották vízre és nem sokkal ezután hadrendbe is állították. A békeidőszak alatt több hadgyakorlaton is részt vett és kétszer nagyjavításon esett át. Az első világháborúba való belépésig Rio de Janeiro volt a honos kikötője. Részt vett a Brazil Expedíciós Hadsereg (DNOG) hadműveleteiben. A többi romboló sorsához hasonlóan a Santa Catarinát is kivonták a flottajegyzékből, 1944. július 28-án.[9]
- Mato Grosso (CT-10): A romoló osztály utolsó hadrendbe állított hajóra a Mato Grosso volt, aminek gerincét 1908-ban fektették le és nemsokára elkezdték az építését. 1910-ben vették be a flotta állományába. A CT-10-nek is a székhelye Rio de Janeiro. Az első világháborúban nem, a második világháborúban a kikötő védelmében vett részt. 1946-ban kivonták a szolgálatból.[10]

## Galéria

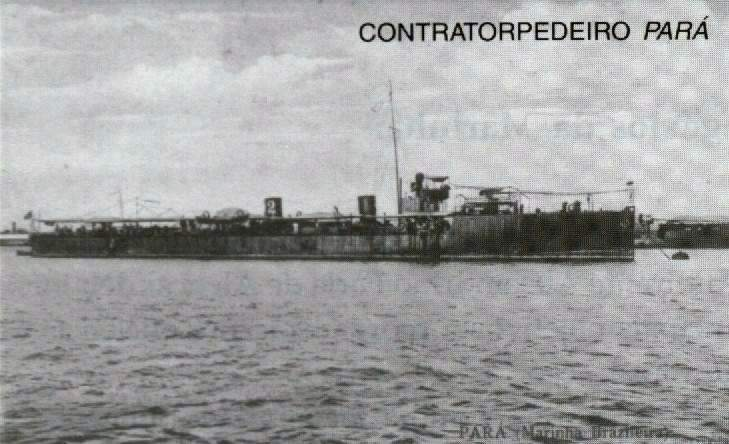
A Pará (CT-2)
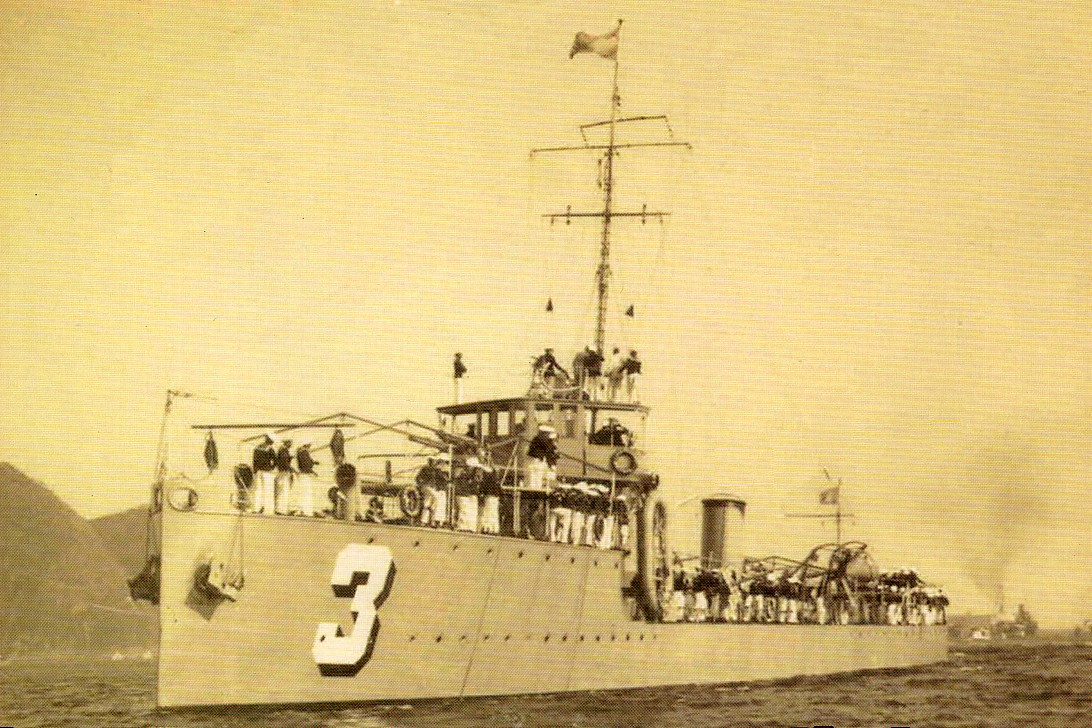
A Piauhy (CT-3)
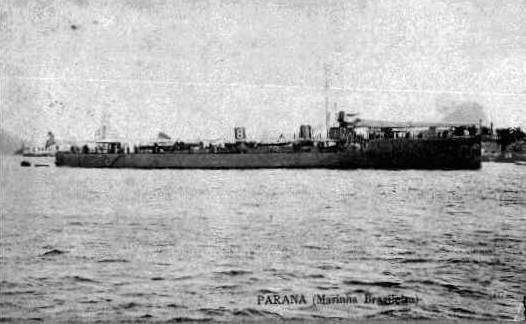
A Paraná (CT-8)
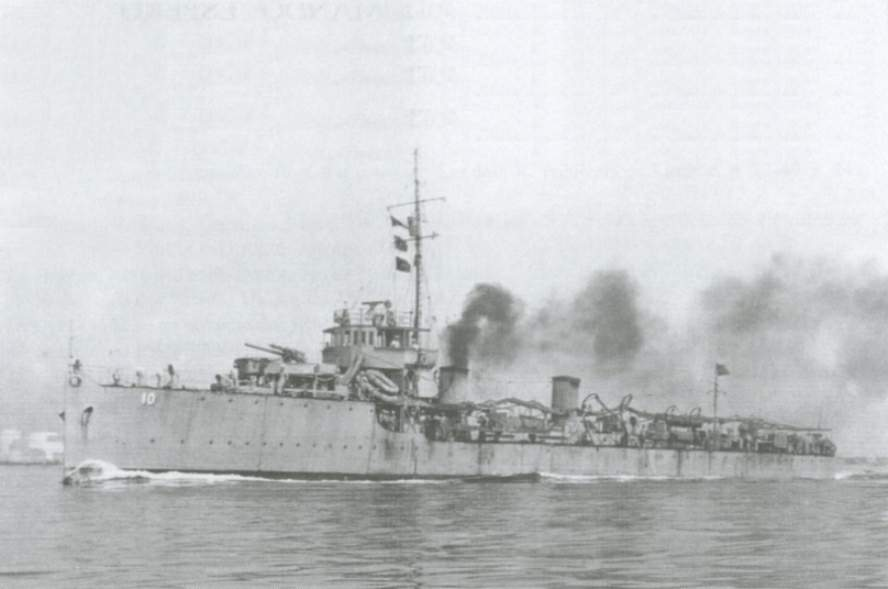
A Mato Grosso (CT-10)